# جرمی اسپندر
جرمی اسپندر (انگلیسی: Jérémy Spender؛ زادهٔ ۱۳ آوریل ۱۹۸۲) بازیکن فوتبال اهل فرانسه است.
از باشگاه‌هایی که در آن بازی کرده‌است می‌توان به باشگاه فوتبال اوسر اشاره کرد.